# 在留届
在留届（ざいりゅうとどけ）とは、旅券法に定められた届で、日本国籍を持つ者が日本国外に住所または居所を定めて3か月以上滞在する場合に、管轄の在外公館（大使館や総領事館）に提出しなければならない書類のこと。

## 目的
在留届の使用目的は3つある。
- 個人（事故、事件）あるいは地域・国規模（テロ、暴動、災害など）で緊急事態が発生した時に、在外邦人の安否の確認をする為
- 在外選挙登録などの案内を送付する為
- 管轄内の在外邦人の人数等を把握し長期計画の参考資料としての活用する為（ひいては長期滞在する日本人にとっては安心出来るような環境作りにもなる）

## 届け出るには
原則として、在留の確認が必要なため、必ず海外で居住を始めてから届出しなければならない。
在留届はオンライン在留届（ORRネット） で在留届の諸事項を入力して送信するか、外務省公式サイトにてPDFファイルで配布されている様式に記入して、最寄の在外公館（大使館や総領事館など）に提出する。いずれも、本人が外国に滞在し始めてからの届出になる。
提出方法は、以下のとおり。
オンライン在留届（ORRネット）
- オンライン在留届（ORRネット）にて在留届の内容を入力して送信する。（当然ながら外国から日本へのアクセスとなる）届出には、有効な旅券の他、自分で受信可能なメールアドレスが必要。送信すると、しばらくして、時差に関係なく指定したメールアドレスに、「届出が完了した」、「届出にエラーがあり、届出ができなかった」などが通知される。
- インターネットから届出を行うと、自分でパスワードを決めて再び変更届や帰国届を提出することができる。住所等が変更になった時はもちろん、海外から海外に転居した場合など、管轄の在外公館が変わる場合の変更届も簡単に届け出ることができる。

書面による提出
- 様式に記入して届け出る場合は、滞在する国又は地域の日本国大使館又は総領事館の窓口に旅券と共に提出する。記入内容は、氏名・生年月日・旅券番号・本籍地・滞在地での住所および緊急連絡先、日本国内の連絡先などである。提出方法は郵送・FAX・持参。(なお、届け出るべき在外公館が不明の場合等には、最寄りの在外公館に照会すること。)
- 様式で提出した者が転居した場合には、オンライン在留届（ORRネット）で変更することはできず、管轄する在外公館が異なる場合には、旧住所地で転居通知を行った上で、新住所地で再度在留届を提出することになる。

## 利点
利点は以下のとおり。
1. 非常事態の際の保護
2. 期限が切れていないパスポートの更新に戸籍謄本や抄本が必要ない（氏名・本籍地の変更がない場合）
3. 在外選挙の選挙人登録が簡素化できる
4. 地域によっては日本人学校や補習授業校に通っていなくとも教科書の無償配布を受けることができる
5. 在留届にｅメールアドレスを登録しておくことにより、殆どの在外公館で、INSIDE（大規模災害緊急一斉通報機能 Integrated Notify Support In Disaster & Emergency）により、緊急情報や安全情報をメールで受け取ることが出来る。

## 未提出及び帰国による届け出忘れ問題
以下の問題が出ているが、根本的な解決方法がない。
- 旅券法第16条にて提出が義務づけられ、オンライン在留届（ORRネット）を利用することでいつでも届出ができる他、郵送・ファクシミリ(FAX)でも提出可能にもかかわらず、在留届を出していない者が非常に多い。外務省 渡航関連情報 届出・証明『「在留届」をご存知ですか？これから海外で3か月以上滞在される方へ』
- 提出済みであっても、引越しした後に変更届が提出されていないことが度々ある。
- 管轄内であっても転居のたびに変更届が必要であることを知らない滞在者が多い。
- 日本へ帰国した旨を提出先の公館に連絡し忘れるケースも多く、テロや災害などで大量の安否確認件数がある際に、在外公館は「いるはずのない者を探す」という無駄な作業に多大な時間を費やすことがある。